# أوزغه غورل
أوزغه غورَل (بالتركية: Özge Gürel)‏ ممثلة تركية، ولدت في يوم 5 شباط 1987 في مدينة إسطنبول في تركيا، اشتهرت بتمثيل دور البطولة «أويكو» (فتون) في مسلسل موسم الكرز من سنة 2014 إلى سنة 2015. ومسلسل (النجوم شواهدي) سنة 2017 بدور حزيران الذي توقف بسبب نسبة المشاهدة الضعيفة ودور البطولة نازلي في مسلسل البدر والذي انتهى في بداية 2018. و أدت دور جارية الأمير بايزيد بن السلطان سليمان وأم أولاده في مسلسل حريم السلطان

## روابط خارجية
- أوزغه غورل على موقع IMDb (الإنجليزية)
- أوزغه غورل على موقع روتن توميتوز (الإنجليزية)
- أوزغه غورل على موقع قاعدة بيانات الأفلام العربية
- أوزغه غورل على موقع ديسكوغز (الإنجليزية)
- أوزغه غورل على موقع قاعدة بيانات الفيلم (الإنجليزية)
- أوزغه غورل على موقع كينوبويسك (الروسية)